# Mariana (Espanha)
Mariana é um município da Espanha, na província de Cuenca, comunidade autônoma de Castela-Mancha. Tem 39,96 km² de área e em 2021 tinha 304 habitantes (densidade: 7,6 hab./km²). Limita com os municípios de Cuenca, Sotorribas e Villalba de la Sierra.